# André Charles Emmanuel Danzel
André Charles Emmanuel Danzel, seigneur de Rouvroy, né le 3 novembre 1736 à Aigneville (Somme), mort le 1er novembre 1811 à Marseille (Bouches-du-Rhône), est un général français de la Révolution et de l’Empire.

## États de service
Il entre en service comme sous-lieutenant dans l’artillerie le 1er janvier 1757. Il sert aux sièges de Marburg et de Dillenburg en 1760, et à la bataille de Grabenstein le 14 juin 1761. Il est nommé lieutenant en second le 15 janvier 1762, puis lieutenant en premier au régiment d’artillerie de Toul le 31 août 1765. Le 1er janvier 1777, il est promu capitaine au 1er régiment d’artillerie à Auxonne, et il est nommé major le 13 août 1784. Il est fait chevalier de l’ordre royal de Saint-Louis.
Le 1er mai 1786, il passe dans l’artillerie de marine, comme colonel directeur de l’artillerie à Rochefort. Le 23 septembre 1787, il est nommé directeur des forges et fonderies, puis le 1er juillet 1792, il prend le commandement de l’artillerie à Brest. Le 28 mars 1796, il est affecté à Toulon, et le 16 janvier 1801, il devient directeur du parc d’artillerie du port.
Il est nommé chevalier de la Légion d’honneur le 4 germinal an XII (25 mars 1804) et officier du même ordre le 25 prairial an XII (14 juin 1804). 
Après plus de dix ans de grade, il est promu général de brigade le 5 août 1804, et admis à la retraite le jour même.
Il meurt à Marseille le 1er novembre 1811.

## Sources
- (en) « Generals Who Served in the French Army during the Period 1789 - 1814: Eberle to Exelmans »
- Thierry Pouliquen, « Les généraux français et étrangers ayant servis [sic] dans la Grande Armée » (consulté le 8 août 2013)
- http://roglo.eu/roglo?lang=fr&m=NG&n=Andr%C3%A9+Charles+Emmanuel+Danzel&t=PN
- « Cote LH/657/63 », base Léonore, ministère français de la Culture
- A. Lievyns, Jean Maurice Verdot, Pierre Bégat, Fastes de la Légion-d'honneur, biographie de tous les décorés accompagnée de l'histoire législative et réglementaire de l'ordre, volume 5, Bureau de l’administration, janvier 1847, 575 p. (lire en ligne), p. 108.